# Muret
Muret [my.ʁɛ]IPA je francouzské město v departementu Haute-Garonne v regionu Okcitánie. V roce 2009 zde žilo 23 864 obyvatel. Je centrem arrondissementu Muret a kantonu Muret.